# 巴基斯坦盧比
巴基斯坦盧比是巴基斯坦的流通貨幣。貨幣編號PKR。輔幣單位派沙。1盧比=100派沙

## 流通中的貨幣

### 硬幣
- 1 派沙
- 2 派沙
- 5 派沙
- 10 派沙
- 25 派沙
- 50 派沙
- 1 盧比
- 2 盧比
- 5 盧比
- 10 盧比

### 紙幣
- 5 盧比
  - 正面：穆罕默德·阿里·真納
  - 背面：瓜达尔港
- 10 盧比
  - 正面：穆罕默德·阿里·真納
  - 背面：開伯爾山口的入口
- 20 盧比
  - 正面：穆罕默德·阿里·真納
  - 背面：拉爾卡納的摩亨佐-达罗
- 50 盧比
  - 正面：穆罕默德·阿里·真納
  - 背面：世界上第二高的山脈
- 100 盧比
  - 正面：穆罕默德·阿里·真納
  - 背面：加拉特县的一所房屋
- 500 盧比
  - 正面：穆罕默德·阿里·真納
  - 背面：拉合爾的巴德夏希清真寺
- 1,000 盧比
  - 正面：穆罕默德·阿里·真納
  - 背面：白沙瓦的伊斯蘭學院
- 5,000 盧比
  - 正面：穆罕默德·阿里·真納
  - 背面：伊斯蘭瑪巴德的費薩爾清真寺

## 外部連結
- 唐的世界硬币画廊：Pakistan
- 罗恩·怀斯的世界纸币：Pakistan 镜像网站
- 现代金融系统表格－库尔特·舒勒制作：Asia 镜像网站
- 环球货币历史：Pakistan
- 《环球金融资料》系列：Pakistan Rupee
- 《环球金融资料》货币历史表格（ 微软试算表格式）